# Kalanchoe paniculata
Kalanchoe paniculata és una espècie de planta suculenta del gènere Kalanchoe, que pertany a la família Crassulaceae.

## Descripció
És una planta glabra, de tija robusta, rígida, nua cap amunt.
La tija és més rígida que a K. crenata i pot arribar a fer una alçada d'1 m. Les tiges tendeixen a ser molt pesades quan floreixen i es tomben fàcilment. Les tiges moren després de la floració.
Les fulles són oblongues, obtuses, subsenceres, que es redueixen a la base en un pecíol ampli, de color verd clar. Poden arribar a 15 cm de llarg i 6 cm d'ample.
La inflorescència en cima diverses vegades tricotòmica i en panícula, les panícules parcials i generals de punta plana; bràctees subulades; sèpals ovats o deltoides, aguts; lòbuls de la corol·la ovats, aguts. Destaca per la seva panícula molt gran, estesa i amb capçal pla, que fa de 15 a 20 cm o més de diàmetre.
Durant l'hivern, les tiges altes d'inflorescència porten grups de diminutes flors de color groc verdós.

## Distribució
Planta comú al sud-est i sud d'Àfrica.

## Taxonomia
Kalanchoe paniculata va ser descrita per William Henry Harvey (Harv.) i publicada a Flora Capensis 2: 380. 1862.

### Etimologia
Kalanchoe: nom genèric que deriva de la paraula cantonesa "Kalan Chauhuy", 伽藍菜 que significa 'allò que cau i creix'.
paniculata: epítet llatí que significa 'amb panícula'.

### Sinonímia
- Kalanchoe oblongiflora Harv.